# 238 v.Chr.
Het jaar 238 v.Chr. is een jaartal volgens de christelijke jaartelling.

## Gebeurtenissen

### Italië
- Tiberius Sempronius Gracchus (consul in 238 v.Chr.) en Publius Valerius Falto zijn consul van het Imperium Romanum.
- Tiberius Sempronius Gracchus onderdrukt op Sardinië een opstand van Carthaagse huurlingen.
- De Romeinen hernoemen de Tyrreense Zee tot Mare Nostrum.

### Carthago
- Hamilcar Barkas slaat een opstand van Carthaagse huurlingen neer bij Leptis Parva. Na de veldslag worden er 40.000 rebellen gekruisigd, de Fenicische steden Hippo Diarrhytus en Utica worden na een korte belegering door de Carthagers bezet.

### Klein-Azië
- Antiochus Hierax maakt zich met steun van Ptolemaeus III Euergetes onafhankelijk van het Seleucidenrijk.

### Perzië
- Arsaces I vestigt de oude Perzische provincie Parthië (huidige Turkmenistan) en verklaart zich onafhankelijk.

### China
- Qin Shi Huangdi laat na een opstand de eerste minister en voogd Lü Pu-Wei verbannen naar de Shu-staat, onderweg pleegt hij zelfmoord door zich te vergiftigen. Li Si wordt benoemd tot opvolger.

## Geboren
- Massinissa (~238 v.Chr. - ~148 v.Chr.), koning van Numidië
- Philippus V van Macedonië (~238 v.Chr. - ~179 v.Chr.), koning van Macedonië